# Газанчи
Газанчи (на арменски: Ղազանչի) е село и община в Армения, област Ширак. Според Националната статистическа служба на Армения през 2012 г. общината има 488 жители.

## Демография
Броят на населението в годините 1873–2004 е както следва: